# Harmothoe commensalis
Harmothoe commensalis är en ringmaskart som beskrevs av Rozbaczylo och Cañete 1993. Harmothoe commensalis ingår i släktet Harmothoe och familjen Polynoidae. Inga underarter finns listade i Catalogue of Life.